# Ranger 9
Ranger 9 fu una sonda appartenente alla terza generazione del Programma Ranger destinata a raggiungere la Luna, era simile a Ranger 8.

## La sonda

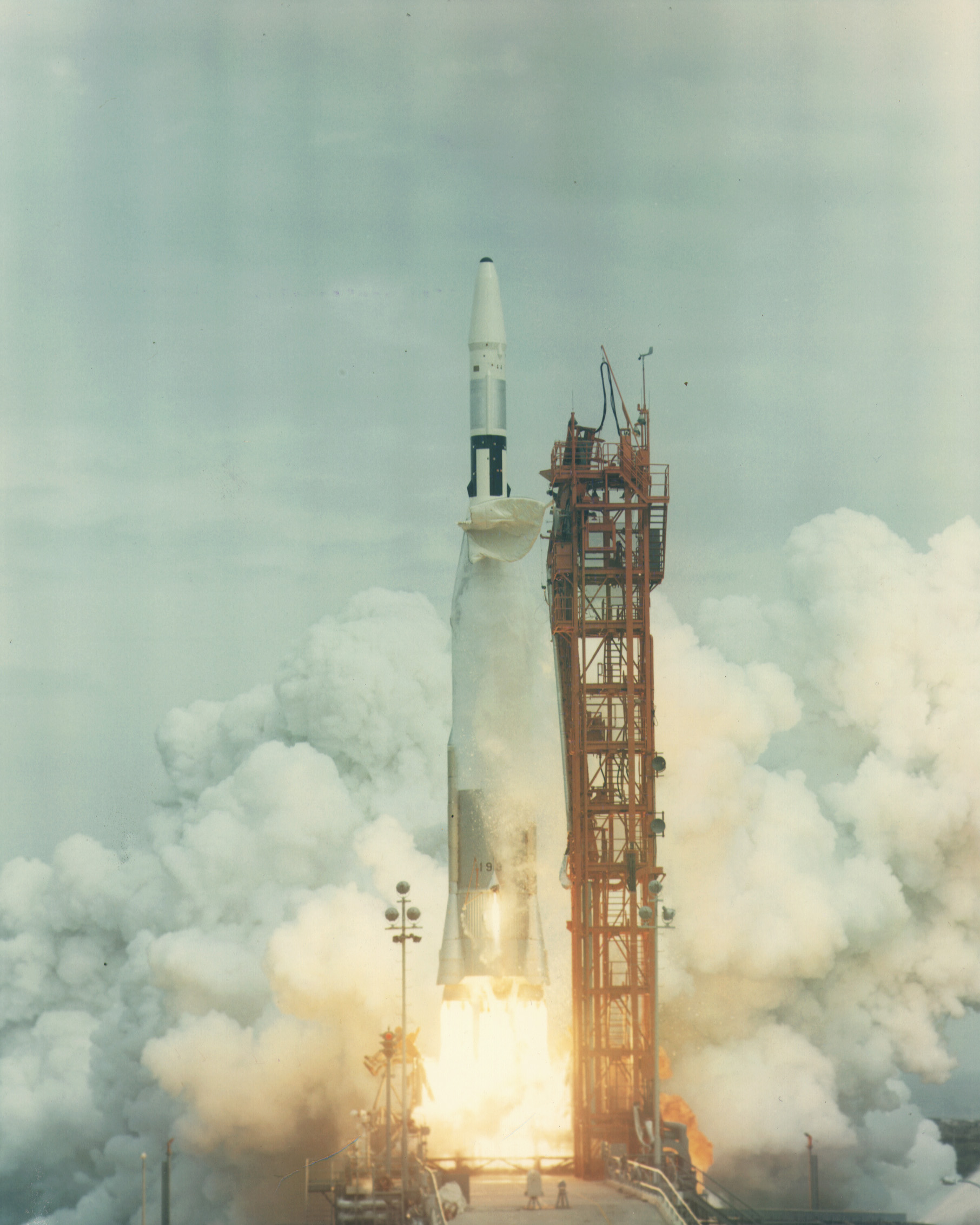
Lancio del Ranger 9

Il veicolo era composto da una base esagonale di 1,5 metri di diametro, che ospitava il sistema di propulsione e le batterie elettriche, e da una torre tronco-conica che conteneva le videocamere. Possedeva due pannelli solari con un'apertura totale di 4,6 m ed un'antenna parabolica ad alto guadagno montata tramite cerniere ad un angolo della base, lontana dai pannelli solari. In cima al veicolo si trovava un'antenna quasi omnidirezionale a basso guadagno, che portava l'altezza complessiva della sonda a 3,6 m.
Ranger 9 ospitava ben 6 videocamere vidicom di cui 2 grandangoli. Le videocamere erano raggruppate in due canali separati, ognuno indipendente dall'altro, in modo da garantire una buona probabilità di funzionamento.
Per la navigazione disponeva di un motore a razzo che utilizzava come carburante idrazina, l'assetto era controllato tramite 12 razzi ad azoto coadiuvati da 3 giroscopi, 4 sensori solari primari, 2 sensori solari secondari e un sensore terrestre. L'elergia elettrica veniva fornita da 9.792 celle solari che erogavano 200 watt di potenza. Inoltre due batterie da 1.200 wattora ad Argento - Zinco erogavano 26,5 volt, per un'autonomia di 9 ore, garantivano le comunicazioni con la Terra. Altre due batterie da 1.000 wattora ad Argento - Zinco alimentavano il resto della sonda.
Le comunicazioni avvenivano tramite le due antenne e vari trasmettitori tra cui due a 60 watt assegnato alla trasmissione dei dati televisivi, uno a 959.52 MHz e l'altro a 960.05 MHz, più un transponder di 3 watt alla frequenza di 960.58 MHz.
Il Ranger 9 fu completamente sterilizzato per non contaminare la Luna.

## La missione
Il Ranger 9 fu lanciato il 21 marzo del 1965 alle 21:37:00 UTC tramite il razzo vettore Atlas-Agena. La sonda riuscì a lasciare l'orbita bassa terrestre ed iniziò il suo viaggio verso la Luna. Dopo la separazione dall'Agena, furono dispiegati i pannelli solari e la sonda fu attivata. Il giorno successivo, 22 marzo, fu effettuata la correzione di rotta necessaria per l'incontro con la Luna.
Ranger 9 raggiunse la Luna il 24 marzo 1965. Alle 13:31 UT fu effettuata una manovra correttiva per allineare la sonda con la superficie da fotografare, in modo da aumentare la risoluzione fotografica. Venti minuti prima dell'impatto fu riacceso il sistema fotografico e la prima foto fu effettuata alle 13:49:41 UT da un'altezza di 2.363 km. In diciannove minuti furono effettuate 5.814 foto ad alto contrasto, l'ultima con una risoluzione di 0,3 metri per pixel.
Dopo 64,5 ore di volo, Ranger 9, impattò con la Luna alle 14:08:20 UT approssimativamente a 12,83° sud - 357,63° est alla velocità di 2,67 km/s. Il funzionamento della sonda fu eccellente.